# Alfred Hartenbach
Alfred Hartenbach (ur. 5 marca 1943 w Niedergrenzebach (dzielnica Schwalmstadt), zm. 25 czerwca 2016 w Hann. Münden) – niemiecki polityk (SPD). W latach 2002–2009 był sekretarzem stanu w Ministerstwie Sprawiedliwości.

## Życiorys
Studiował teologię ewangelicką, potem prawo na uniwersytecie w Marburgu. Pracował jako prokurator w Hesji, następnie jako sędzia i dyrektor sądu rejonowego w Hofgeismar, a później w Nordhausen. Od roku 1968 był członkiem SPD. W latach 1994–2009 był członkiem Bundestagu.
Alfred Hartenbach był żonaty i miał dwoje dzieci. Był ewangelikiem.